# سیارک ۲۵۱۷
سیارک ۲۵۱۷ (به انگلیسی: 2517 Orma، نامگذاری:1968SB) دو هزار و پانصد و هفدهمین سیارک کشف شده‌است که در ۲۸ سپتامبر ۱۹۶۸ کشف شد.
قدر مطلق سیارک برابر ۱۱٫۷۰ است.